# (15730) 1990 UA1
(15730) 1990 UA1 là một tiểu hành tinh vành đai chính. Nó được phát hiện bởi Atsushi Sugie ở Dynic Astronomical Observatory Nhật Bản, ngày 20 tháng 10 năm 1990.